# قلعة بورتو باليرمو
قلعة بورتو باليرمو (بالألبانية: Kalaja e Porto Palermos) هي قلعة تقع بالقرب من بلدية هيمارا جنوب ألبانيا. تقع القلعة في جليج بورتو باليرمو على بعد كيلومترات قليلة عن هيمارا على الريفيرا الألبانية. صنف موقع هافينغتون بوست القلعة في المرتبة الأولى من بين 15 وجهة أوروبية لم يتم اكتشافها سنة 2014. أعلنت الحكومة الألبانية أنها ستقوم بتأسيس محمية طبيعية تضم قلعة بورتو باليرمو وشاطئ لوماري.

## مراجع

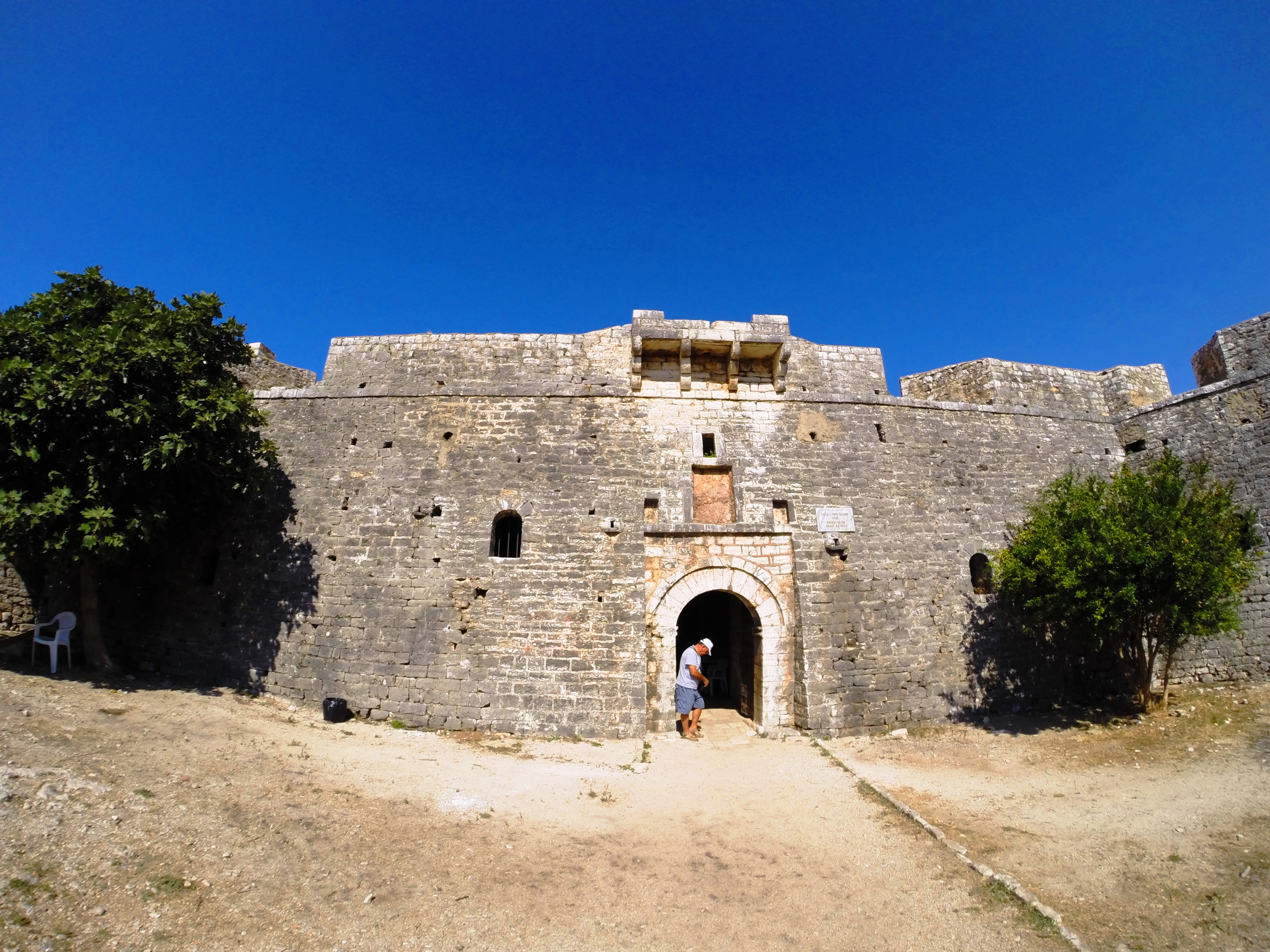
قلعة بورتو باليرمو